# Lycamobile
Lycamobile es un operador móvil virtual (MVNO) activo en más de 20 países y con más de 16 millones de clientes.
Fundado en 2006, es el mayor operador virtual internacional con una facturación de 1.500 millones de euros en el 2014.
El grueso de los ingresos Lycamobile se genera a partir de productos de SIM para los consumidores.
Ofrece servicios de voz y datos en la red móvil 5G (dependiendo de la zona) así como una gama de servicios financieros y de viaje (como Lycaremit y Lycafly).
Opera en Australia, en Europa (Alemania, Austria, Bélgica, Dinamarca, España, Francia, Holanda, Irlanda, Italia, Noruega, Polonia, Portugal, Reino Unido, Suecia y Suiza), en Estados Unidos y próximamente en México.
La marca Lycamobile es distinta de la marca Lycatel y opera con diferentes entidades empresariales nacionales; aunque hay algunos países de superposición, Lycamobile y Lycatel no funcionan necesariamente en paralelo.
Allirajah Subaskaran es el presidente de Lycamobile, que tiene su sede en el Reino Unido, en Londres.

## Lycamobile en España
Lycamobile España, cuyo nombre legal era en un principio Lycamobile Spain Limited, es una compañía de servicios de telecomunicaciones de bajo coste, propiedad del Grupo MásMóvil.
Lycamobile debutó en 2010 en el mercado español con la red de Movistar.
Los números fueron muy respetables, ya que en solo 20 días fueron 65.000 los clientes que activaron el servicio.
El 2 de marzo de 2020, el Grupo MásMóvil adquirió Lycamobile España por 372 millones de euros a Lycamobile. La denominación legal pasó a ser la misma que la de Yoigo: Xfera Móviles, S.A.U..
Ofrece telefonía móvil e internet (fibra y 5G). Está orientada a llamadas internacionales.

### Planes tarifarios
Lista no exhaustiva.
- Daily 10
- Daily 15
- Daily 20
- Ilimitado 5
- Bono Lyca a Lyca XS
- Bono Lyca a Lyca S
- Lyca Globe 5
- Lyca Globe 10
- Lyca Globe 15
- Lyca Globe 20
- Lyca Plus
- Maroc
- Mundo 120
- Mundo 400
- Mali XS
- Mali S
- Mali M
- Navega 6
- Nigeria
- Nigeria 5
- Pakistan
- Pakistan 5
- Senegal
- Senegal 5

## Áreas de actividad en el mundo
| País                | Red de apoyo                                                                                 | Año de lanzamiento | Tecnología       | Full MVNO | Clientes  | Fecha clientes | Prefijo internacional | Prefijo L.M.             | Año de cese | Referencias | Hotspot               | Tethering             | Lyca app              | Bonos internacionales    | Bonos internacionales con Roaming EU | Conexión a la red en Roaming |
| África              |                                                                                              |                    |                  |           |           |                |                       |                          |             |             |                       |                       |                       |                          |                                      |                              |
| ------------------- | -------------------------------------------------------------------------------------------- | ------------------ | ---------------- | --------- | --------- | -------------- | --------------------- | ------------------------ | ----------- | ----------- | --------------------- | --------------------- | --------------------- | ------------------------ | ------------------------------------ | ---------------------------- |
| Sudáfrica           | Cell C South Africa                                                                          | 2017               | 3G / 2G          |           |           |                | +27 (0027)            |                          | No          |             |                       |                       | Sí                    | Sí                       |                                      | en fase de activación        |
| Túnez               | Tunisie Telecom                                                                              | 2015               | 3G / 2G          |           |           |                | +216 (00216)          |                          | No          |             |                       |                       | en fase de activación | No                       |                                      | en fase de activación        |
| Uganda              | MTN, Airtel, Africell                                                                        | 2020               |                  |           |           |                | +256 (00256)          |                          | No          |             |                       |                       | en fase de activación | en fase de actualización |                                      | en fase de activación        |
| América             |                                                                                              |                    |                  |           |           |                |                       |                          |             |             |                       |                       |                       |                          |                                      |                              |
| Estados Unidos      | T-Mobile USA                                                                                 | 2013               | 4G LTE / 3G / 2G |           |           |                | +1 (001)              |                          | No          |             |                       |                       | en fase de activación | Sí                       |                                      | en fase de activación        |
| Asia                |                                                                                              |                    |                  |           |           |                |                       |                          |             |             |                       |                       |                       |                          |                                      |                              |
| Hong Kong (cesado)  | 3 Hong Kong                                                                                  | 2015               | 3G / 2G          |           |           |                | +852 (00852)          |                          | 2018        | [ 12 ]      |                       |                       | No                    | No                       |                                      | No                           |
| Europa              |                                                                                              |                    |                  |           |           |                |                       |                          |             |             |                       |                       |                       |                          |                                      |                              |
| Alemania            | Vodafone Deutschland                                                                         | 2011               | 3G / 2G          |           |           |                | +49 (0049)            | 01521                    | No          |             | en fase de activación | en fase de activación | Sí                    | Sí                       | Sí                                   | en fase de activación        |
| Austria             | A1                                                                                           | 2013               | 3G / 2G          |           |           |                | +43 (0043)            |                          | No          |             | en fase de activación | en fase de activación | Sí                    | Sí                       | Sí                                   | en fase de activación        |
| Bélgica             | Telenet BASE                                                                                 | 2006               | 4G LTE / 3G / 2G |           |           |                | +32 (0032)            |                          | No          |             | en fase de activación | Sí                    | Sí                    | Sí                       | Sí                                   | en fase de activación        |
| Dinamarca           | TDC                                                                                          | 2010               | 4G LTE / 3G / 2G |           |           |                | +45 (0045)            |                          | No          |             | Sí                    | Sí                    | Sí                    | en fase de actualización | Sí                                   | en fase de activación        |
| España              | Movistar (España) (hasta diciembre de 2020) MásMóvil (desde enero de 2021)                   | 2010               | 4G LTE / 3G / 2G | Sí        |           |                | +34 (0034)            |                          | No          |             | en fase de activación | en fase de activación | Sí                    | Sí                       | Sí                                   | Sí                           |
| Francia             | Bouygues Telecom                                                                             | 2011               | 4G LTE / 3G / 2G | Sí        |           |                | +33 (0033)            |                          | No          |             | en fase de activación | en fase de activación | Sí                    | Sí                       | Sí                                   | en fase de activación        |
| Irlanda             | 3 Ireland                                                                                    | 2012               | 3G / 2G          |           |           |                | +447 (00447)          |                          | No          |             | en fase de activación | en fase de activación | Sí                    | Sí                       | Sí                                   | en fase de activación        |
| Italia              | 3 Italia (hasta el 3 de diciembre de 2013) Vodafone Italia (desde el 4 de diciembre de 2013) | 2009               | 4G LTE / 3G / 2G | Sí        | 1.159.621 | 31/12/2018     | +39 (0039)            | 373 / 3510 / 3511 e 3512 | No          |             | Sí                    | en fase de activación | Sí                    | Sí                       | Sí                                   | Sí                           |
| Macedonia del Norte | One Vip Network                                                                              | 2016               | 3G / 2G          |           |           |                | +389 (00389)          |                          | No          |             | en fase de activación | en fase de activación | Sí                    | Sí                       | en fase de actualización             | en fase de activación        |
| Noruega             | Telenor e TeliaSonera                                                                        | 2009               | 3G / 2G          |           |           |                | +47 (0047)            |                          | No          |             | en fase de activación | en fase de activación | Sí                    | Sí                       | Sí                                   | en fase de activación        |
| Países Bajos        | KPN                                                                                          | 2006               | 4G LTE / 3G / 2G |           |           |                | +31 (0031)            |                          | No          |             | en fase de activación | Sí                    | en fase de activación | Sí                       | Sí                                   | en fase de activación        |
| Polonia             | Polkomtel Plus Polska                                                                        | 2011               | 4G LTE / 3G / 2G |           |           |                | +48 (0048)            | 729                      | No          |             | en fase de activación | en fase de activación | Sí                    | Sí                       | Sí                                   | en fase de activación        |
| Portugal            | Vodafone Portugal                                                                            | 2012               | 3G / 2G          |           |           |                | +351 (00351)          |                          | No          |             | en fase de activación | en fase de activación | Sí                    | Sí                       | Sí                                   | Sí                           |
| Reino Unido         | O2 UK                                                                                        | 2010               | 4G LTE / 3G / 2G | Sí        |           |                | +44 (0044)            |                          | No          |             | en fase de activación | en fase de activación | Sí                    | Sí                       | Sí                                   | en fase de activación        |
| Rumania             | Telekom Romania                                                                              | 2015               | 3G / 2G          |           |           |                | +40 (0040)            |                          | 2023        | [ 21 ]      | en fase de activación | en fase de activación | en fase de activación | Sí                       | Sí                                   | en fase de activación        |
| Rusia               | T2 Mobajl (T2 Mobile)                                                                        | 2018               |                  |           |           |                |                       |                          |             |             |                       |                       | Sí                    |                          |                                      |                              |
| Suecia              | Telenor                                                                                      | 2009               | 4G LTE / 3G / 2G |           |           |                | +46 (0046)            |                          | No          |             | en fase de activación | en fase de activación | Sí                    | Sí                       | Sí                                   | en fase de activación        |
| Suiza               | Swisscom                                                                                     | 2008               | 4G LTE / 3G / 2G |           |           |                | +41 (0041)            |                          | No          |             | en fase de activación | en fase de activación | Sí                    | Sí                       | Sí                                   | en fase de activación        |
| Ucrania             | 3Mob Ukrtelecom                                                                              | 2017               | 3G / 2G          |           |           |                | +380 (00380)          |                          | No          |             | en fase de activación | en fase de activación | Sí                    | Sí                       | en fase de actualización             | en fase de activación        |
| Oceanía             |                                                                                              |                    |                  |           |           |                |                       |                          |             |             |                       |                       |                       |                          |                                      |                              |
| Australia           | Telstra                                                                                      | 2010               | 4G LTE / 3G / 2G |           |           |                | +61 (0061)            |                          | No          |             |                       |                       | Sí                    | Sí                       |                                      | en fase de activación        |

## GT Mobile
La compañía también operaba bajo la marca 'GT Mobile', que competía en muchos de los mismos mercados que la marca Lycamobile, ofreciendo diferentes estructuras de precios y opciones. GT Mobile (también conocida como "Gnanam Telecom") era un operador móvil virtual sub-marca de Lycamobile que operaba en Alemania, Australia, Dinamarca, España, Países Bajos, Reino Unido y Suecia. La marca, al igual que su empresa matriz, tenía por objeto aquellos usuarios que deseaban hacer llamadas telefónicas internacionales sobre una base pay-as-you-go. La marca GT Mobile ofrecía estructuras de precios y paquetes alternativos a los de la marca Lycamobile.